# سیارک ۱۱۲۸۹
سیارک ۱۱۲۸۹ (به انگلیسی: 11289 Frescobaldi، نامگذاری:1991PA2) یازده هزار و دویست و هشتاد و نهمین سیارک کشف شده‌است که در ۲ اوت ۱۹۹۱ کشف شد.
قدر مطلق سیارک برابر ۱۳٫۶۰ است.